# Věžná (district de Pelhřimov)
Pour les articles homonymes, voir Věžná.
Věžná (en allemand : Wieschna) est une commune du district de Pelhřimov, dans la région de Vysočina, en République tchèque. Sa population s'élevait à 139 habitants en 2024.

## Géographie
Věžná se trouve à 5 km au nord-nord-est de Černovice, à 17 km à l'ouest de Pelhřimov, à 44 km à l'ouest de Jihlava e à 85 km au sud-est de Prague.
La commune est limitée par Obrataň au sud, à l'ouest et au nord, par Eš au nord, et par Kámen à l'est.

## Histoire
La première mention écrite de la localité date de 1358.

## Administration
La commune se compose de deux sections :
- Brná
- Věžná

## Transports
Par la route, Věžná se trouve à 5,5 km de Černovice, à 21 km de Pelhřimov, à 52 km de Jihlava et à 115 km de Prague.